# Searsia lucida
Searsia lucida är en sumakväxtart som först beskrevs av Carl von Linné, och fick sitt nu gällande namn av Fred Alexander Barkley. Searsia lucida ingår i släktet Searsia och familjen sumakväxter.

## Underarter
Arten delas in i följande underarter:
- S. l. elliptica
- S. l. scoparia